# Club der roten Bänder/Episodenliste

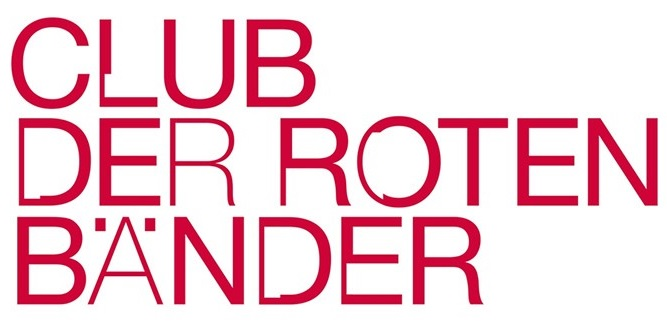
Logo zur Serie

Diese Episodenliste enthält alle Episoden der deutschen Dramedyserie Club der roten Bänder, sortiert nach der deutschen Erstausstrahlung. Die Fernsehserie umfasst drei Staffeln mit 30 Episoden sowie zwei Dokumentationen und einer Dokumentationsreihe mit fünf Folgen.

## Übersicht
| Staffel       | Episodenanzahl | Deutschsprachige Erstausstrahlung | Deutschsprachige Erstausstrahlung |
| Staffel       | Episodenanzahl | Staffelpremiere                   | Staffelfinale                     |
| ------------- | -------------- | --------------------------------- | --------------------------------- |
| 1             | 10             | 9. November 2015                  | 7. Dezember 2015                  |
| 2             | 10             | 7. November 2016                  | 5. Dezember 2016                  |
| 3             | 10             | 13. November 2017                 | 11. Dezember 2017                 |
| Dokumentation | 2              | 14. Dezember 2015                 | 14. Dezember 2015                 |
| Dokumentation | 2              | 12. Dezember 2016                 |                                   |
| Dokumentation | 5              | 13. November 2017                 | 11. Dezember 2017                 |

## Staffel 1
Die Erstausstrahlung der ersten Staffel war vom 9. November bis zum 7. Dezember 2015 in Doppelfolgen auf dem deutschen Sender VOX zu sehen.
| Nr. (ges.) | Nr. (St.) | Originaltitel  | Erstausstrahlung D | Regie           | Drehbuch                        | Zuschauer (ges.) |
| ---------- | --------- | -------------- | ------------------ | --------------- | ------------------------------- | ---------------- |
| 1          | 1         | Das Schwimmbad | 9. Nov. 2015       | Richard Huber   | Arne Nolting, Jan Martin Scharf | 2,36 Mio.        |
| 2          | 2         | Der Club       | 9. Nov. 2015       | Richard Huber   | Arne Nolting, Jan Martin Scharf | 2,46 Mio.        |
| 3          | 3         | Die Expedition | 16. Nov. 2015      | Felix Binder    | Arne Nolting, Jan Martin Scharf | 2,53 Mio.        |
| 4          | 4         | Chemo          | 16. Nov. 2015      | Felix Binder    | Arne Nolting, Jan Martin Scharf | 2,65 Mio.        |
| 5          | 5         | Sonnenschein   | 23. Nov. 2015      | Andreas Menck   | Arne Nolting, Jan Martin Scharf | 2,30 Mio.        |
| 6          | 6         | Kometen        | 23. Nov. 2015      | Andreas Menck   | Arne Nolting, Jan Martin Scharf | 2,31 Mio.        |
| 7          | 7         | Das Bein       | 30. Nov. 2015      | Andreas Menck   | Arne Nolting, Jan Martin Scharf | 2,40 Mio.        |
| 8          | 8         | Geburtstag     | 30. Nov. 2015      | Sabine Bernardi | Arne Nolting, Jan Martin Scharf | 2,60 Mio.        |
| 9          | 9         | Abschied       | 7. Dez. 2015       | Sabine Bernardi | Arne Nolting, Jan Martin Scharf | 2,54 Mio.        |
| 10         | 10        | Der Sprung     | 7. Dez. 2015       | Sabine Bernardi | Arne Nolting, Jan Martin Scharf | 2,71 Mio.        |

## Staffel 2
Die Erstausstrahlung der zweiten Staffel fand vom 7. November bis zum 5. Dezember 2016 in Doppelfolgen auf dem deutschen Sender VOX statt.
| Nr. (ges.) | Nr. (St.) | Originaltitel         | Erstausstrahlung D | Regie           | Drehbuch                        | Zuschauer (ges.) |
| ---------- | --------- | --------------------- | ------------------ | --------------- | ------------------------------- | ---------------- |
| 11         | 1         | Zurück im Leben       | 7. Nov. 2016       | Sabine Bernardi | Arne Nolting, Jan Martin Scharf | 2,97 Mio.        |
| 12         | 2         | Das Glück der Anderen | 7. Nov. 2016       | Sabine Bernardi | Arne Nolting, Jan Martin Scharf | 3,03 Mio.        |
| 13         | 3         | Abschiede             | 14. Nov. 2016      | Sabine Bernardi | Arne Nolting, Jan Martin Scharf | 2,71 Mio.        |
| 14         | 4         | Vertrauen             | 14. Nov. 2016      | Andreas Menck   | Arne Nolting, Jan Martin Scharf | 2,88 Mio.        |
| 15         | 5         | Freiheit              | 21. Nov. 2016      | Andreas Menck   | Arne Nolting, Jan Martin Scharf | 2,72 Mio.        |
| 16         | 6         | Das Grab              | 21. Nov. 2016      | Andreas Menck   | Arne Nolting, Jan Martin Scharf | 2,94 Mio.        |
| 17         | 7         | Koma                  | 28. Nov. 2016      | Felix Binder    | Arne Nolting, Jan Martin Scharf | 2,81 Mio.        |
| 18         | 8         | Die Wahrheit          | 28. Nov. 2016      | Felix Binder    | Arne Nolting, Jan Martin Scharf | 2,99 Mio.        |
| 19         | 9         | Versprechen           | 5. Dez. 2016       | Richard Huber   | Arne Nolting, Jan Martin Scharf | 2,93 Mio.        |
| 20         | 10        | Die Reise             | 5. Dez. 2016       | Richard Huber   | Arne Nolting, Jan Martin Scharf | 3,23 Mio.        |

## Staffel 3
Die Erstausstrahlung der dritten Staffel erfolgte vom 13. November bis zum 11. Dezember 2017 in Doppelfolgen auf dem deutschen Sender VOX.
| Nr. (ges.) | Nr. (St.) | Originaltitel      | Erstausstrahlung D | Regie                                            | Drehbuch                        | Zuschauer (ges.) |
| ---------- | --------- | ------------------ | ------------------ | ------------------------------------------------ | ------------------------------- | ---------------- |
| 21         | 1         | Die Rückkehr       | 13. Nov. 2017      | Sabine Bernardi                                  | Arne Nolting, Jan Martin Scharf | 2,37 Mio.        |
| 22         | 2         | Das Testament      | 13. Nov. 2017      | Sabine Bernardi                                  | Arne Nolting, Jan Martin Scharf | 2,46 Mio.        |
| 23         | 3         | Wert des Lebens    | 20. Nov. 2017      | Jan Martin Scharf, Felix Binder, Sabine Bernardi | Marc O. Seng, Felix Binder      | 2,05 Mio.        |
| 24         | 4         | Lieben und Sterben | 20. Nov. 2017      | Jan Martin Scharf, Felix Binder, Sabine Bernardi | Marc O. Seng, Felix Binder      | 2,25 Mio.        |
| 25         | 5         | Schock             | 27. Nov. 2017      | Jan Martin Scharf                                | Arne Nolting, Jan Martin Scharf | 2,08 Mio.        |
| 26         | 6         | Ein neues Zuhause  | 27. Nov. 2017      | Jan Martin Scharf                                | Marc O. Seng, Felix Binder      | 2,14 Mio.        |
| 27         | 7         | Loslassen          | 4. Dez. 2017       | Felix Binder                                     | Marc O. Seng, Felix Binder      | 2,00 Mio.        |
| 28         | 8         | Die Liste          | 4. Dez. 2017       | Felix Binder                                     | Marc O. Seng, Felix Binder      | 2,19 Mio.        |
| 29         | 9         | Befreiung          | 11. Dez. 2017      | Felix Binder                                     | Marc O. Seng, Felix Binder      | 2,47 Mio.        |
| 30         | 10        | Das Vermächtnis    | 11. Dez. 2017      | Felix Binder                                     | Arne Nolting, Jan Martin Scharf | 2,57 Mio.        |

## Dokumentationen
Jeweils eine Woche nach dem Finale der ersten und zweiten Staffel wurde eine Dokumentation auf dem deutschen Sender VOX gesendet.
| Nr. | Originaltitel                                           | Erstausstrahlung D | Zuschauer (ges.) |
| --- | ------------------------------------------------------- | ------------------ | ---------------- |
| 1   | Club der roten Bänder – Eine Geschichte bewegt die Welt | 14. Dez. 2015      | 1,79 Mio.        |
| 2   | Club der roten Bänder – Die Geschichte lebt weiter!     | 12. Dez. 2016      | 1,59 Mio.        |

### Wir sind unbesiegbar!
Jeweils nach einer Doppelfolge wurde während der dritten Staffel eine Begleitdokumentation mit dem Titel Wir sind unbesiegbar! auf dem deutschen Sender VOX gesendet.
| Nr. | Originaltitel              | Erstausstrahlung D | Zuschauer (ges.) |
| --- | -------------------------- | ------------------ | ---------------- |
| 1   | Die Kraft der Freundschaft | 13. Nov. 2017      | 1,26 Mio.        |
| 2   | Liebe und Schicksal        | 20. Nov. 2017      | 1,00 Mio.        |
| 3   | Kindheit und Jugend        | 27. Nov. 2017      | 0,94 Mio.        |
| 4   | Die Magie der Serie        | 4. Dez. 2017       | 1,08 Mio.        |
| 5   | Das Ende der Erfolgsserie  | 11. Dez. 2017      | 1,20 Mio.        |

## Zuschauerzahlen
| Staffel | Staffel      | Ep. 1 | Ep. 2 | Ep. 3 | Ep. 4 | Ep. 5 | Ep. 6 | Ep. 7 | Ep. 8 | Ep. 9 | Ep. 10 |
| ------- | ------------ | ----- | ----- | ----- | ----- | ----- | ----- | ----- | ----- | ----- | ------ |
|         | Staffel eins | 2,36  | 2,46  | 2,53  | 2,65  | 2,3   | 2,31  | 2,4   | 2,6   | 2,54  | 2,71   |
|         | Staffel zwei | 2,97  | 3,03  | 2,71  | 2,88  | 2,72  | 2,92  | 2,81  | 2,99  | 2,93  | 3,23   |
|         | Staffel drei | 2,37  | 2,46  | 2,05  | 2,25  | 2,08  | 2,14  | 2     | 2,19  | 2,47  | 2,57   |